# Publicerat
Publicerat var ett radioprogram som sändes i Sveriges Radio P1 2007−2013. Det ersatte 2007 tillsammans med Medierna programmet Vår grundade mening och leddes av Åke Pettersson.
I samband med meddelandet att programmet skulle läggas ned sades att dess mediebevakning skulle integreras i andra program som Studio ett och Kulturnytt.